# Palazzo cinese
Per palazzo cinese s'intende il complesso palaziale che ospitava l'Imperatore della Cina e comprendeva la residenza del monarca e della sua famiglia, gli uffici della Corte e del Governo, i giardini/parchi e le necessarie strutture difensive. Si trattava sempre d'infrastrutture considerevoli ed elaborate, sia da un punto di vista planimetrico sia plastico-artistico.
Composto da molti edifici, il complesso palaziale cinese si articolava (e si articola tutt'ora, negli esemplari superstiti, fortunatamente molto numerosi) in vasti spazi aperti circondati da mura e fossati, grandi sale coperte (zh. 殿T, DiànP), in realtà esse stesse veri e propri palazzi, taluni per cerimonie e affari ufficiali, tal'altri di destinazione residenziale, edifici più piccoli, templi, torri, camminatoi coperti, cortili più piccoli, giardini/parchi ed annessi.
Come tutte le manifestazioni dell'architettura del Celeste Impero, il palazzo era edificato in accordo a precise, imprescindibili regole mistico-organizzative frutto del sincretismo tra gli ideali del confucianesimo e quelli dell'antica geomanzia taoista del Feng shui: l'allineamento sull'asse nord-sud del complesso e di qualsiasi singolo edificio; l'ubicazione verso l'esterno degli spazi di destinazione d'uso pubblico e verso l'interno degli spazi di destinazione d'uso privato; ecc.
Nel corso della storia dell'umanità, i complessi palaziali imperiali della Cina detengono i seguenti primati:
- il complesso palaziale più grande mai esistito al mondo è il Palazzo Weiyang,[2] costruito dalla dinastia Han (206 a.C.–220 d.C.) per ordine dell'imperatore Gaozu (r. 202–195 a.C.); mentre
- il complesso palaziale più grande oggi esistente al mondo è la Città Proibita di Pechino,[3][4] costruito dalla dinastia Ming (1368–1644) per ordine dell'imperatore Yongle (r. 1402–1424).

Rispetto ad altre strutture caratteristiche dell'età imperiale, la Città Proibita, l'ultimo grande palazzo cinese esistente, fu preservata dai vandalismi devastanti della Rivoluzione Culturale (1966–1976) grazie all'intervento del primo ministro Zhou Enlai che schierò un battaglione dell'esercito a guardia del complesso e ve lo lasciò per un intero biennio. Ciò premesso, l'impatto della Rivoluzione Culturale sullo studio sistematico e la riscoperta archeologica del patrimonio architettonico imperiale pre-Ming, avviatosi in Cina anche a livello di architettura vernacolare sin dagli Anni '30 del Novecento, fu devastante e solo nel corso degli Anni '80 gli studi, le pubblicazioni e gli scavi ripresero, con un vigore tale da permettere, entro gli Anni '90, il proficuo coinvolgimento di studiosi non solo cinesi. Parallelamente, la Città Proibita in primis ma a seguire diverse altre vestigia dei palazzi imperiali cinesi sono entrati a far parte del Patrimonio dell'umanità dell'UNESCO.

## Etimologia
Il sinogramma 宮T, GōngP, lett. "Palazzo" rappresenta due stanze tra loro collegate (呂) poste al di sotto d'un tetto (宀). Viene utilizzato sia per indicare un palazzo a sé stante sia un complesso palaziale più articolato. Originariamente, il carattere s'applicava a qualsiasi residenza o palazzo ma passò ad indicare esclusivamente la residenza imperiale dalla creazione dell'impero cinese per opera della dinastia Qin (221–206 a.C.) al termine del periodo degli Stati Combattenti (453–221 a.C.).
In taluni casi, 宮T, GōngP è utilizzato per indicare complessi templari cinesi di particolare importanza e/o rilevanza architettonica: es. il Tempio della Nuvola Bianca di Pechino, uno dei templi taoisti più importanti della Cina, è anche noto come 長春宮T, 长春宫S, Changchun GōngP, lett. "Palazzo [del Maestro] dell'Eterna Primavera".
La residenza aristocratica, nella Cina imperiale, finì pertanto con il rientrare nella tipologia dell'architettura domestica, seppur di notevoli dimensioni, riconducibile ai modelli Siheyuan e Sanheyuan.

## Premessa: caratteri generali dell'architettura cinese
Il palazzo è molto spesso esemplificativo delle caratteristiche precipue dell'architettura cinese, sia per quanto riguarda lo stile sia per quanto riguarda tecniche e materiali di costruzione.

### Materiali di costruzione

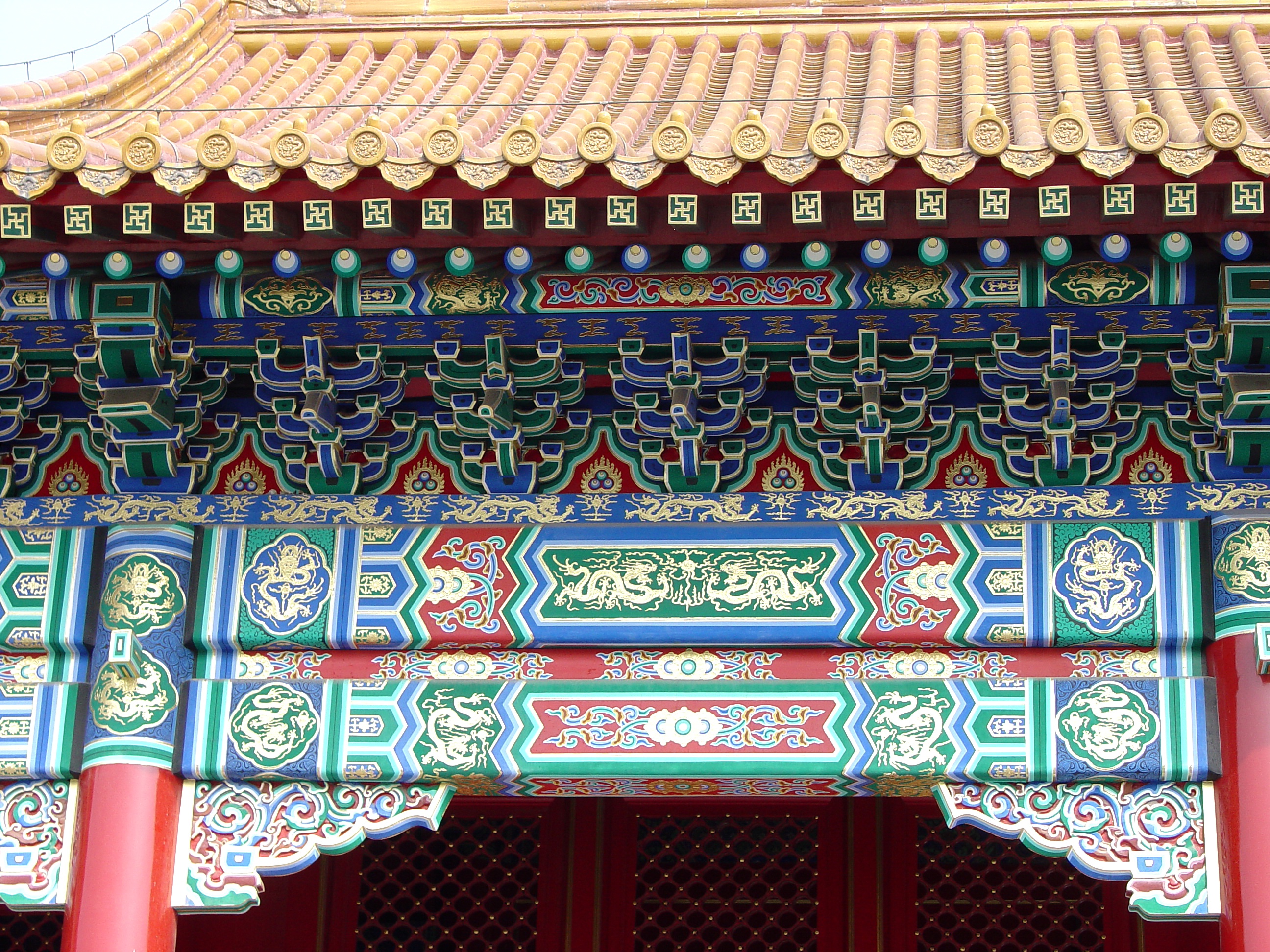
Mensola a grappolo di dougong nella Città Proibita di Pechino.

Il legno fu il materiale di costruzione più amato dai cinesi ed i loro palazzi furono realizzati per secoli con esso. Con il passare dei secoli, però, il legname divenne sempre meno comune nella Pianura della Cina del Nord, mentre mattoni e pietra divennero materiali da costruzione comuni per gli edifici pubblici sui quali, a più riprese e per diversi motivi, s'estese la volontà organizzatrice del potere centrale. La componente lignea fu però, come di vedrà negli esempi sotto-riportati, sempre presente anche nelle strutture palaziali più grandi.
L'edificio cinese, inteso come edificio realizzato dall'architettura dell'etnia Han era tradizionalmente costituito da: (i) un solido basamento privo di cantine, spesso a terrapieno, eventualmente rivestito di mattoni/conci e/o pietra (o argilla triturata, pietrisco o pietrame); (ii) un telaio ligneo a pilastri angolari, solo successivamente "riempito" con dei muri; e (iii) un tetto sorretto dal telaio.

Le colonne del telaio potevano essere rinforzate da basi in metallo e da una laccatura d'olio, canapa e polvere di laterizio.

Caratteristica tipica dei tetti tradizionali cinesi è il loro movimento ondeggiante, reso possibile dall'angolo alternato dei dougong (zh. 斗拱S, Dǒu GǒngP, lett. "Tappo [e] blocco"), beccatelli lignei ad incastro assemblati in una mensola a grappolo, uno degli elementi più importanti dell'architettura tradizionale cinese, utilizzati già nel Periodo delle primavere e degli autunni (770–476 a.C.), e sviluppatisi in un insieme complesso di parti ad incastro nei periodi Tang (618–907) e Song (960–1279). La grande varietà delle coperture (a timpano, a padiglione, a semi-padiglione o a piramide) enfatizza questo movimento, acuito dal fatto che, a partire dalla dinastia Han, le gronde furono appese a catenaria, mentre i colmi e le linee di giunzione degli spioventi erano uniformati al profilo curvo di tutta quanta la copertura. Il trave di colmo rivestiva un ruolo così importante che la sua posa era celebrata da un'apposita cerimonia.

### Planimetria e disposizione degli spazi

La rigorosa organizzazione degli spazi nella capitale dei Tang, Chang'an.

Altra caratteristica tipica dell'architettura cinese tradizionale è il suo allineamento ad un sistema mistico-organizzativo frutto del sincretismo tra gli ideali del confucianesimo e la geomanzia taoista del Feng shui che definisce regole edificatorie imprescindibili tra cui l'allineamento sull'asse nord-sud di qualsiasi edificio, non solo di un palazzo, tanto quanto della planimetria della città. La disposizione stessa degli spazi, nel complesso palaziale (tanto quanto nel complesso templare), segue precise regole simbolico-funzionali: es. in accordo a quanto previsto dal Libro dei riti (zh. 禮記T, 礼记S, LǐjìP), i templi ancestrali (zh. 祠S, CíP, 祠堂S, Cí TángP, 宗祠S, Zōng CíP o 祖廟S, Zǔ MiàoP) sono posti sul fronte della struttura, le aree di deposito nella parte anteriore della pianta e le residenze nella parte posteriore; ecc.
Nella Città Proibita di Pechino, gli edifici/sale principali delle corti esterne e interne sono tutte disposte in gruppi di tre, a ricordare il diagramma Quiang che rappresenta il cielo, mentre le residenze della famiglia imperiale, nella corte interna, sono disposte in gruppi di sei, la forma del trigramma Kun, che rappresenta la terra.
Su tutto domina la planimetria quadrangolare, manifestazione della concezione taoista dell'universo quadrato, che caratterizza, dall'esterno verso l'interno, la capitale, la cittadella imperiale al suo interno ed, in ultimo, il complesso palaziale che della cittadella imperiale costituisce il cuore pulsante: un sistema di quadrati entro altri quadrati.

### Stilemi e strutture ricorrenti
Il palazzo cinese, come qualsiasi altro edificio sinico, anche laddove si tratti di una piccola struttura isolata, è caratterizzato dalla facciata continua, che delimita gli ambienti lasciando il compito strutturale ai supporti lignei, solitamente lasciati a vista e decorati variamente.

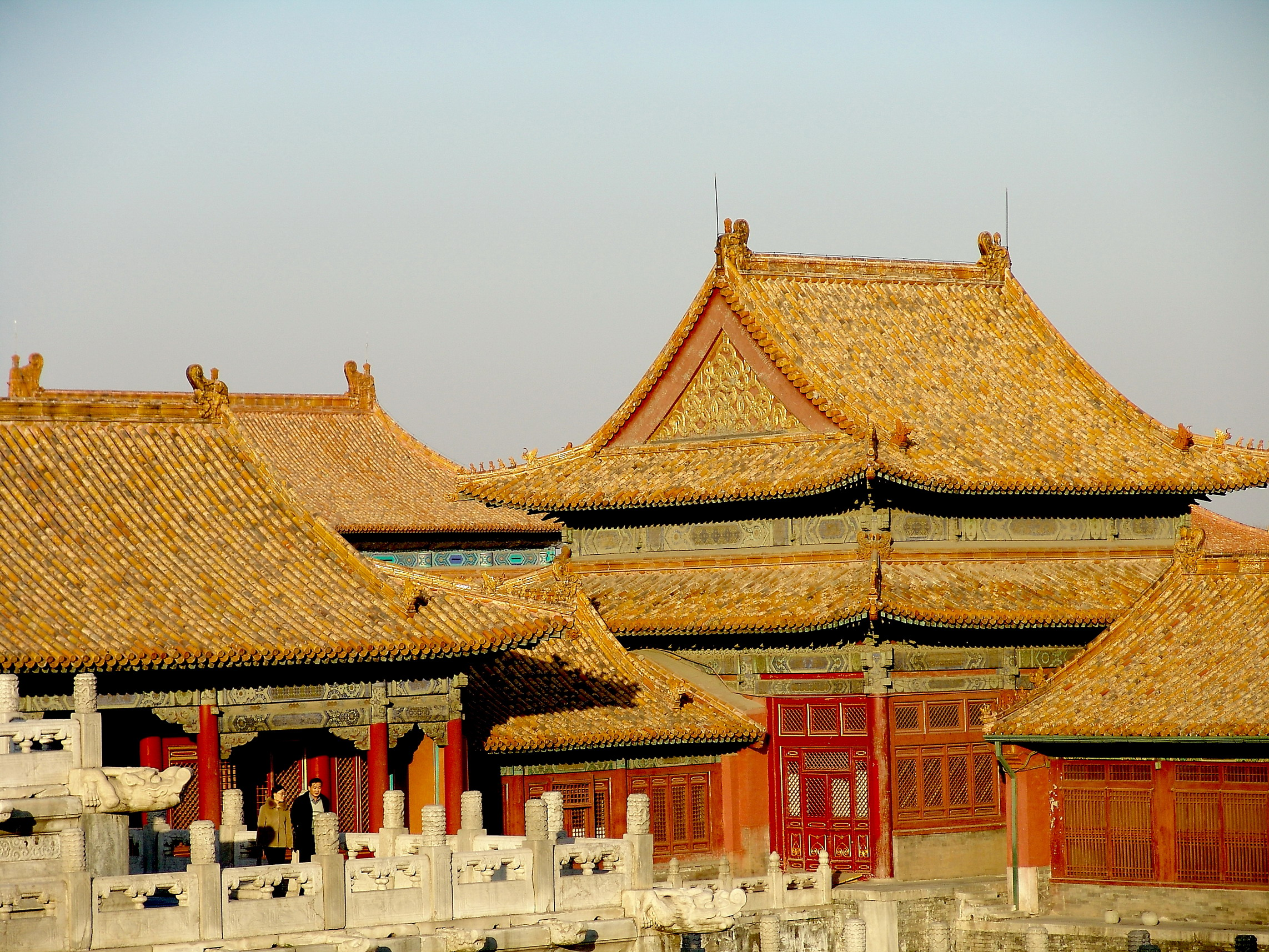
I tetti della Città Proibita, con tegole di colore giallo, precipuo del Figlio del Cielo.

L'impianto decorativo dell'architettura palatina veicola, per tramite di appositi simboli, messaggi di grandiosità, ordine e potenza:
- cromaticamente, il palazzo cinese, sede dell'imperatore, è dominato dal colore giallo, precipuo del Figlio del Cielo, soprattutto sui tetti (v.si tetti della Città Proibita).[3] Laddove siano presenti altri colori, la cosa è voluta: solitamente il nero, colore associato all'acqua ed utilizzato con intento apotropaico perché ritenuto antincendio; in alcuni casi il verde, come nella residenza del principe ereditario nella Città Proibita, perché è il colore associato al legno e quindi alla crescita;[24]
- gli edifici d'uso imperiale erano gli unici autorizzati ad ospitare sale con nove intercolunnii (zh. 間T, JianP)[25][26][N 1] e gli edifici più importanti, come il Palazzo della Suprema Armonia nella Città Proibita, addirittura undici;[27][28]
- le creste inclinate dei tetti sono decorate con una linea di statuette rappresentanti da un uomo in sella a una fenice seguita da un drago imperiale. Il numero delle statuette varia a seconda della gerarchia degli edifici: un edificio poco importante avrà tre o cinque statue; uno più importante sette o nove. Il sopracitato Palazzo della Suprema Armonia è l'unico edificio (attualmente esistente) della Cina ad avere dieci statue sulla cresta del tetto: l'effige in più, chiamata 行十T, HángshíP,[29] è quindi un esemplare unico;[30]
- in generale, diversi elementi architettonici del palazzo imperiale sono decorati con l'effige del drago, associato alla figura del Figlio del Cielo sin dalla proto-storia della Cina.[31]

Il palazzo è poi arricchito da elementi secondari tra i più caratteristici dell'architettura del Celeste Impero:
- anzitutto la pagoda, sia come edificio a sé stante sia come sviluppo verticale del corpo centrale di una planimetria strutturata;
- l'ingresso, nei grandi complessi, è architettonicamente enfatizzato: a volte un edificio vero e proprio; a volte una struttura celebrativa rassomigliante l'arco trionfale occidentale, il paifang (zh. 牌樓T, 牌楼S, Pái FāngP, lett. "Cancello archivoltato commemorativo"); a volte entrambe le soluzioni; gli archi d'uso imperiale erano gli unici a cinque fornici;[25]
- immancabili, nei palazzi imperiali, dal VI secolo in avanti, erano le statue dei leoni guardiani.[32]

## Storia dell'architettura palatina cinese
Le origini del palazzo imperiale cinese sono da ricercare nella DafangzhiP, lett. "Grande casa" delle Culture neolitiche cinesi, di probabile utilizzo comune (sacerdotale) e non elitario (regale), attestata già nel III millennio a.C. nel sito di Banpo della cultura di Yangshao (5000–3000 a.C.), nel sito-tipo della cultura di Hemudu (5000–4500 a.C.) e nei siti della cultura di Longshan (3000–2000 a.C.) e di origine forse addirittura precedente.

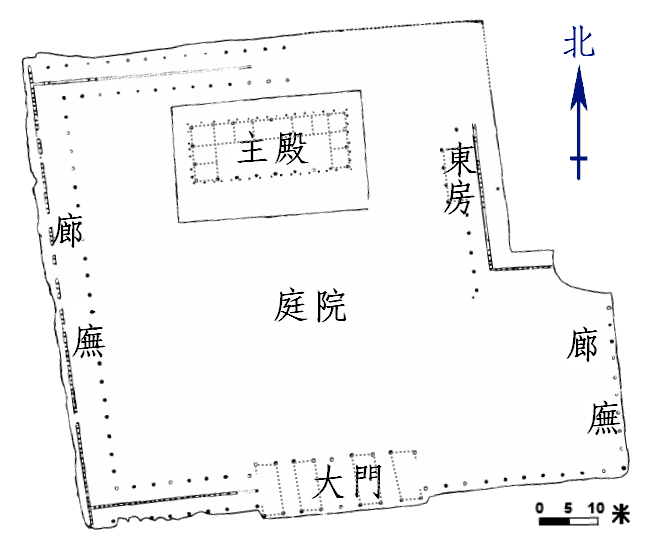
Mappa del "Palazzo 1" del sito di Erlitou, datato pre-1600 a.C.

Datano all'Età del bronzo le prime dinastie della storia cinese: la semi-mitica dinastia Xia (ca. 2100–1600 a.C.), legata alla cultura di Erlitou (ca. 2000–1500 a.C.), e la proto-storica dinastia Shang (ca. 1600–1046 a.C.), dagli archeologi cinesi ricondotta alla cultura di Erligang (1600–1450 a.C.). Entrambe le dinastie hanno lasciato testimonianze, anche architettoniche, nel Henan che ci permettono di osservare l'evoluzione del dafangzhi nel palazzo del re (zh. 王S, WángP): es. il dafangzhi con acclusi piccoli locali laterali rispetto alla grande sala centrale nel sito di Erlitou, presso il quale si contano oggi diversi complessi palaziali, il più grande dei quali (c.d. "Palazzo 1") esteso su di un'area di 9 600 metri quadri (103 000 ft²), progressivamente edificati, ampliati ed abbandonati. Le antiche cronache cinesi, come lo 史記T, Shǐ JìP, lett. "Memorie storiche/di uno storico" e gli 竹書紀年T, Zhúshū JìniánP, lett. "Annali di bambù", ci descrivono la storia degli Xia e degli Shang riportando la presenza di capitali fondate, rifondate, conquistate e/o abbandonante dai vari sovrani: es. Anyi, nella contea di Xia, fondata da Yu il Grande. Con gli Shang, l'architettura è ormai espressione di una società gerarchicizzata nella quale il palazzo riveste un ruolo centrale quale veicolo di autorità, maestà e potenza.
La successiva dinastia Zhou (1450–246 a.C.), subentrata con la forza agli Shang come questi avevano fatto con gli Xia, consumò la sua prima fase, i c.d. Zhou occidentali (1450–771 a.C.), durante i lunghi strascichi estremorientali dell'Età del bronzo. La capitale, sede del palazzo del re di Zhou, fu allora posta prima a Fufeng e poi ad Hao, entrambe limitrofe a Chang'an (attuale Xi'an, nello Shaanxi). Il primo complesso palaziale, a Fufeng, 32,5x42,5 m, codificava già i sopracitati caratteri salienti dell'architettura palatina cinese: la planimetria rigorosamente geometrico-quadrangolare; l'organizzazione degli spazi lungo un asse centrale nord-sud; il raggruppamento degli edifici; ecc. Indicata dalla successiva dinastia Han come l'età dell'oro della storia cinese, la dinastia Zhou produsse (o si suppone abbia prodotto) il sopracitato Libro dei riti contenente precise indicazioni sulle modalità con cui costruire la città-capitale ed il palazzo del monarca.
Solo al tempo degli Zhou orientali (771–246 a.C.), la cui capitale fu posta Luoyang (Henan), la Cina entrò pienamente nell'Età del ferro e in uno status di guerra semi-permanente che vide le province, vere o presunte, degli Shang-Zhou (v.si "Nove province"), ormai veri e propri regni indipendenti, ognuno con la sua capitale ed il suo palazzo reale, combattersi per la supremazia su di uno scacchiere socio-politico ormai molto più ampio del vecchio regno/impero dei mitici Xia: il Periodo delle primavere e degli autunni (722–481 a.C.) e il successivo Periodo degli Stati Combattenti (453–221 a.C.). A quel tempo, come anticipato, i caratteri precipui e fondamentali dell'architettura cinese, palatina e non, s'erano ormai definiti e consolidati. La situazione venne risolta quando uno degli Stati Combattenti, lo stato di Qin, sopraffece gli altri e unificò la Cina in un impero, inaugurando una stagione ormai pienamente "imperiale" per l'architettura cinese e l'architettura palatina in particolare.

## Elenco

### Residenze ufficiali delle dinastie imperiali cinesi
In ordine cronologico crescente, partendo dalla prima dinastie imperiale cinese, i Qin (221–206 a.C.), sino all'ultima dinastia, i Qing (1644–1912):
- Palazzo Xianyang (zh. 咸陽宮T, 咸阳宫S), a (Qin) Xianyang, ora 15 chilometri (9,3 mi) a est di (Qin) Xianyang, nello Shaanxi: era il palazzo reale dello stato di Qin prima dell'unificazione della Cina, al tempo degli Stati Combattenti, e poi il palazzo del Primo Imperatore della Cina (zh. 皇帝S, HuángdìP), Qin Shi Huang (r. 221–210 a.C.). Shi Huang fece fin dal principio dell'architettura uno strumento di propaganda: mentre annetteva gli altri Stati Combattenti, faceva replicare dai suoi architetti i più bei palazzi dei nemici sconfitti entro i confini sempre più ampli della capitale dei suoi padri.[40] Stando alle antiche cronache cinesi,[37] il palazzo dei Qin fu distrutto per ordine di Xiang Yu alla caduta della dinastia.[39][41]

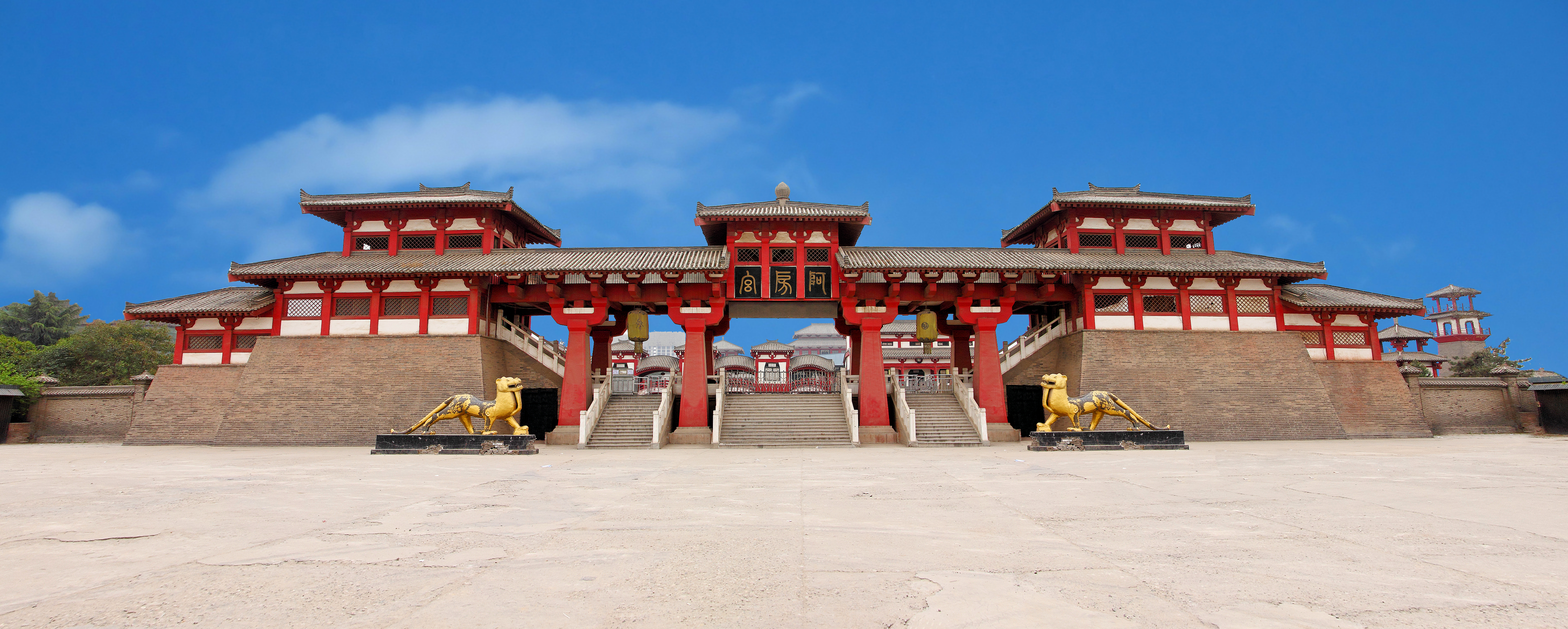
Palazzo Epang (RICOSTRUZIONE) di Qin Shi Huang, Primo Imperatore della Cina, a Xi'an (Shaanxi).

- Palazzo Epang (zh. 阿房宮T, lett. "Il palazzo sulla collina"), sulla sponda destra del fiume Wei a 20 chilometri (12 mi) a sud di (Qin) Xianyang, ora 15 chilometri (9,3 mi) a ovest di Xi'an, nello Shaanxi: il palazzo imperiale costruito da Qin Shi Huang in sostituzione del vecchio Palazzo Xianyang, quale suprema manifestazione della sua volontà di unificare ed uniformare, anzitutto tramite l'architettura, l'impero. Di forma quadrata, con lati di 500 passi e terrazze capaci di ospitare 10.000 persone stando alle antiche cronache cinesi,[37] laddove invece scavi archeologici recenti hanno svelato una piattaforma di fondazione di addirittura 1320x420 m,[42][43] il complesso comprendeva già al suo interno dei parchi/giardini con animali.[44] Convenzionalmente, si ritiene che anche questo palazzo fu distrutto da Xiang Yu durante il sacco della capitale Qin,[45] seppur le cronache non citino espressamente la cosa.[37] È comunque probabile che l'erigenda non fosse stata ancora completata alla caduta dei Qin, anche in ragione dell'enorme sforzo edificatorio profuso da Qin Shi Huang per la realizzazione del suo mausoleo e della Grande Muraglia.[39][46]

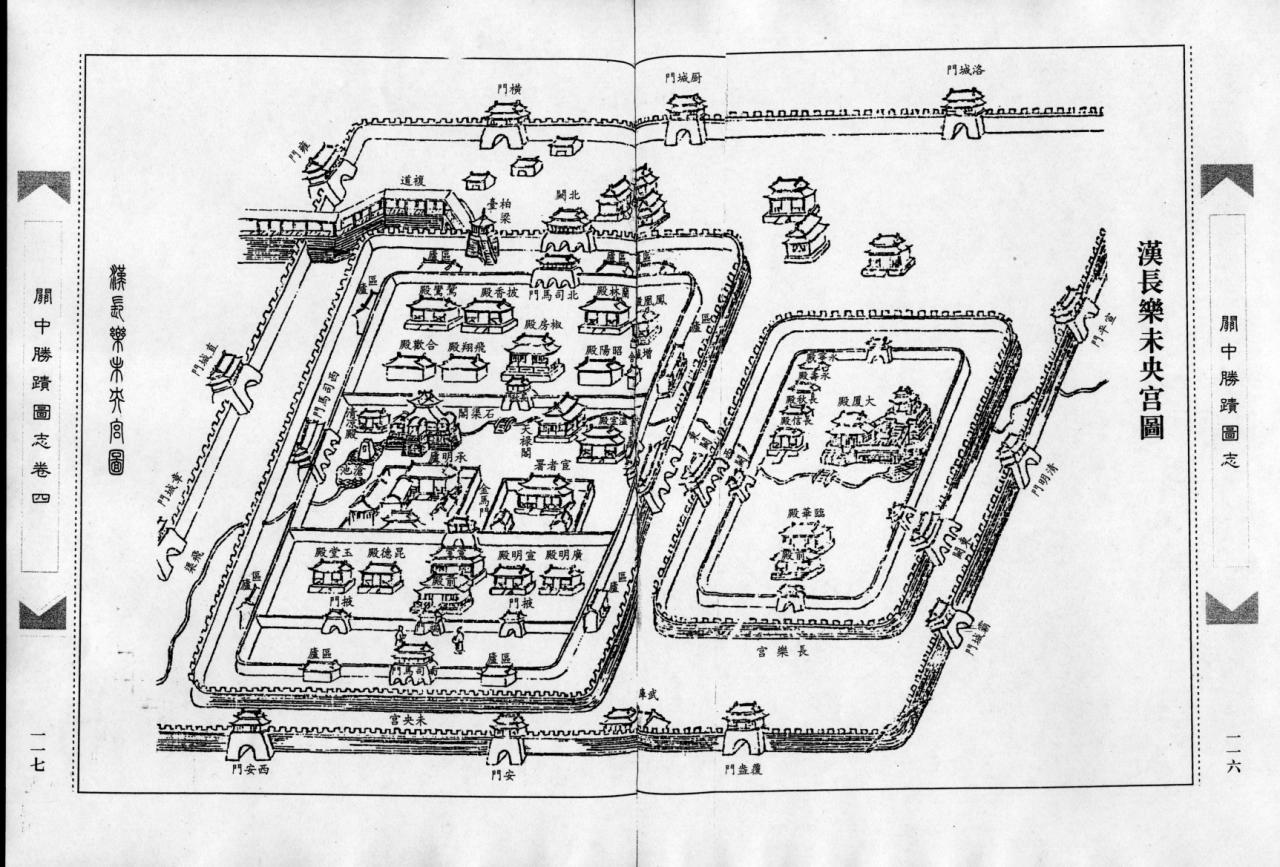
Il Palazzo Weiyang - ill. in

- Palazzo Weiyang (zh. 未央宮T, 未央宫S, Wèiyāng GōngP, lett. "Palazzo Infinito"), a (Han) Chang'an, ora 7 chilometri (4,3 mi) a nord-est del centro di Xi'an, nello Shaanxi: palazzo imperiale della dinastia Han (206 a.C.–220 d.C.) durante i suoi primi due secoli di regno (c.d. "dinastia Han occidentale").[47] Ritenuto ad oggi il palazzo più grande mai costruito sulla Terra[2] con i suoi 4,8 chilometri quadri (1,9 mi²) d'estensione, cioè 6,7 volte la dimensione della Città Proibita di Pechino e 11 volte la dimensione della Città del Vaticano. Utilizzato anche dopo la caduta degli Han del 220, fu ricostruito dalla dinastia Tang (618–907).[48][49]
- Palazzi Han di Luoyang, i.e. il Palazzo Sud (zh. 南宫 T) e il Palazzo Nord (zh. 北宫T), a Luoyang (Henan): i palazzi imperiali della dinastia Han nei suoi ultimi due secoli di regno (c.d. "dinastia Han orientale"). Il Palazzo Sud era utilizzato per udienze, governo, rappresentanza, ecc., mentre il Palazzo Nord fungeva da residenza privata dell'imperatore e delle sue concubine. Il complesso fu demolito da Dong Zhuo alla fine della dinastia (220).[50][51]
- Palazzo Taiji (zh. 太極宮T, lett. "Palazzo del Supremo Ultimo"), noto anche come Appartamenti Occidentali (西内), a (Tang) Chang'an, ora centro di Xi'an, nello Shaanxi: palazzo imperiale della dinastia Sui (581–618) che riunificò l'impero al volgere del periodo delle c.d. "Dinastie del Nord e del Sud" (420–589), da loro chiamato Palazzo Daxing (zh. 大興宮T, lett. "Palazzo della Grande Prosperità"), poi utilizzato dai Tang. Occupava un'area di 4,2 chilometri quadri (1,6 mi²) di cui 1,9 chilometri quadri (0,73 mi²) destinati espressamente alla famiglia imperiale.[52][53]
- Palazzo Daming (zh. 大明宮T, lett. "Palazzo della Grande Luminosità"), noto anche come Appartamenti Orientali (東内), a (Tang) Chang'an, ora centro di Xi'an, nello Shaanxi: palazzo imperiale della dinastia Tang dopo il 663, brevemente chiamato 蓬萊宮T, lett. "Palazzo Penglai", in riferimento alla mistica isola-montagna sacra del taoismo (v.si Monte Penglai), tra il 663 e il 705; il Palazzo Taiji rimase in uso per le principali cerimonie statali come le incoronazioni. Occupava un'area di 3,11 chilometri quadri (1,20 mi²), quasi 4,5 volte la dimensione della Città Proibita.[53] Dal 2014 è parte del Patrimonio dell'umanità dell'UNESCO.[54]
- Palazzo Song di Kaifeng (zh. 東京大内皇宮T), a Dongjing, attuale Kaifeng nel Henan: palazzo imperiale della dinastia Song settentrionale (960–1127) che seppe temporaneamente riunire l'impero dei Tang. La città ed il palazzo passarono in uso alla dinastia Jīn (1115–1234), di etnia Jurchen, che fece della metropoli Song la sua Capitale Meridionale dopo aver scacciato la precedente dinastia a sud del Fiume Azzurro.[55] Il palazzo ospitò in pianta stabile la corte Jīn a partire dal 1214, quando gli Jurchen furono spinti a sud dall'avanzata dei mongoli.[56][57] La maggior parte del palazzo è oggi scomparsa: ne rimane soltanto il Padiglione del Drago, un'elegante struttura in legno su di una piattaforma di bricchi blu.[58]

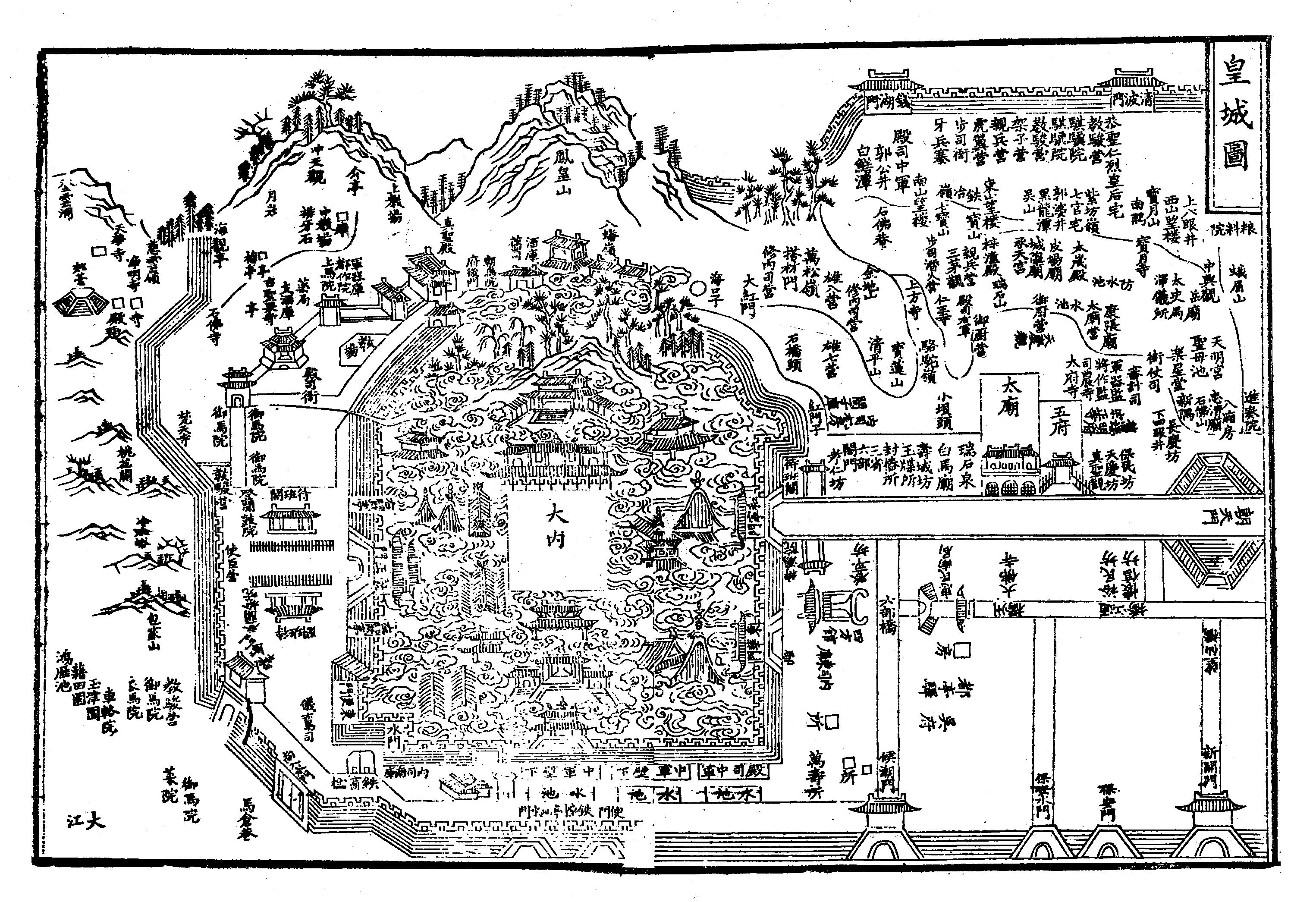
Il palazzo imperiale Song ad Hangzhou.

- Palazzo Song di Hangzhou (zh. 臨安大内禁宮T), a Lin'an, attuale Hangzhou nel Zhejiang: palazzo imperiale della dinastia Song meridionale (1127–1279), situato sul Monte Fenice (zh. 鳳凰山T, 凤凰山S, Feng Huang ShanP).[59] La città, nei pressi del Lago dell'ovest (zh. 西湖T, Xī HúP), considerato un prototipo di bellezza paesaggistica e citato da innumerevoli poeti cinesi,[60] fu capitale del Wuyue durante le Cinque dinastie e dieci regni (907–960) seguite al collasso dei Tang e disponeva pertanto d'un suo complesso palaziale, seppur di modeste dimensioni, che fu ampliato dai Song: nel 1133, con l'aggiunta di corridoi coperti; e, nel 1148, con un ampliamento della cinta muraria palatina.[56][61] Marco Polo che visitò la città dopo la conquista mongola così descrive «’l palagio del re [...] de li Mangi [...] gira 10 miglia; è quadrato, col muro molto grosso e alto, e atorno e dentro a questo muro sono molto belli giardini, ov’è tutti buoni frutti. Ed èvi molte fontane e piú laghi, ov’à molti buoni pesci; e nel mezzo si è ’l palagio grande e bello. La sala (è) molto bella, ove mangerebbe molte persone, tutta dipinta ad oro ed azuro, co molte belle storie, ond’è molto dilettevole a vedere, ché per tutte le mura e la copertura non si può vedere altro che pinture ad oro. Non si potrebbe contare la nobeltà di questo palagio, ché v’à 20 sale tutte pare di grandezza, e sono tamante che bene vi mangerebbe agiatamente 10.000 uomini; e si à questo palagio bene mille camere.»[62]
- Palazzo Liao di Nanchino: palazzo imperiale della dinastia Liao (907–1125), di etnia Kitai, nella capitale dinastica Nanchino (parte sud-orientale dell'attuale Pechino): aveva perimetro quadrangolare, quattro porte di accesso ed almeno quattro sale/palazzi noti.[63][64][65]
- Palazzo Jīn di Zhongdu: palazzo imperiale della dinastia Jīn presso la loro 中都S, ZhongduP, lett. "Capitale Centrale" (parte nord-occidentale dell'attuale Pechino), costruita ampliando la Nanchino degli sconfitti Liao.[63][66]

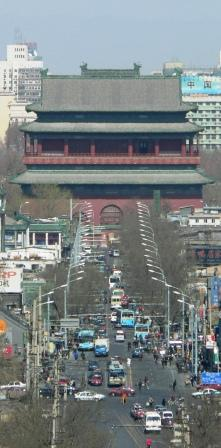
La "Torre del Tamburo", vestigia della Khanbaliq Yuan sopravvissuta nella Pechino dei Ming.

- Palazzo imperiale mongolo di Karakorum, presso Karakorum, prima capitale dell'Impero mongolo (1235–1260), allora ancora impegnato nella lunga conquista della Cina, costruita per volontà del secondo Khagan (imperatore), Ögödei (r. 1229–1241), figlio di Gengis Khan, nel 1235: il palazzo, in legno, di presumibile stile architettonico cinese, sorgeva al centro d'una corte circondata da mura ed era articolato in cinque navate stando alla testimonianza del frate francescano Guglielmo di Rubruck.[67] Il palazzo fu ampliato dal quarto Khagan Munke (r. 1251–1259)[68] salvo passare in secondo piano quando i gengiscanidi ultimarono la conquista della Cina e vi spostarono il loro centro di potere (v. seguito). Karakorum ed il suo palazzo godettero di nuovo prestigio secoli dopo, quando la città divenne capitale temporanea della dinastia Yuan settentrionale (1368–1635), dopo la cacciata degli Huan dalla Cina per opera dei Ming nel 1368.
- Palazzi Yuan a Xanadu e Khanbaliq, eretti per volontà di Kublai Khan, quinto Khagan dei mongoli (r. 1260–1294) e primo imperatore della dinastia Yuan (1271–1368) da lui fondata una volta completata la conquista della Cina avviata da suo nonno Gengis Khan. Rispetto al palazzo ligneo di Karakorum, stando alla testimonianza di Marco Polo, i palazzi delle due capitali di Kublai erano molto più sontuosi:
  - a Xanadu (zh. [元]上都T, [元]上都S, [Yuan] Shàng DūP, Shang-tuW, lett. "Capitale superiore [degli Yuan]"; "Giandu" in italiano arcaico[N 4]), nell'attuale Bandiera di Zhenglan, parte della regione autonoma cinese della Mongolia Interna, «uno palagio di marmo e d'altre ricche pietre; le sale e le camere sono tutte dorate e è molto bellissimo marivigliosamente.»[69]
  - a Khanbaliq ("Cambalu" in italiano arcaico[N 5]), anche nota come [元]大都T, [Yuan] Da DūP, lett. "Grande Capitale [degli Yuan]", costruita da Kublai sulle rovine della Capitale Centrale dei Jīn (attuale Pechino),[63][70] « ’l palagio del Grande Kane [...] Egli è il magiore che giamai fu veduto: egli non v’à palco, ma lo spazzo è alto più che l’altra terra bene 10 palmi; la copertura è molto altissim[a]. Le mura delle sale e de le camere sono tutte coperte d’oro e d’ariento, ov’è scolpito belle istorie di cavalieri e di donne e d’uccegli e di bestie e d’altre belle cose; e la copertura è altresì fatta che non si potrebbe vedere altro che oro e ariento. La sala è sí lunga e sí larga che bene vi mangia 6.000 persone, e v’à tante camere ch’è una maraviglia a credere. La copertura di sopra, cioè di fuori, è vermiglia, bioia, verde e di tutti altri colori, e è sí bene invernicata che luce come cristallo, sicché molto da la lunga si vede lucire lo palagio; la covertura è molto ferma. Tra l’uno muro e l’altro dentro a questo ch’io v’ò contato di sopra, àe begli prati e àlbori, e àvi molte maniere di bestie salvatiche, cioè cervi bianchi, cavriuoli, dani, le bestie che fanno lo moscado, vai e ermellini, e altre belle bestie. La terra dentro di questo giardino è tutto pieno dentro di queste bestie, salvo la via onde gli uomini entrano.»[71]

- Palazzo Ming (zh. 明故宫T, Míng GùgōngP, lett. "Antico Palazzo Ming") o "Città Proibita di Nanchino", fu il palazzo usato nel XIV secolo della dinastia Ming (1368–1644) quando la capitale imperiale cinese era Nanchino. Zhu Yuanzhang, fondatore e primo imperatore della dinastia come Ming Hongwu (r. 1368–1398), costruì un palazzo nell'allora Capitale Meridionale, Jiankang nel 1367-1368, ampliandolo nel 1373-1375 e nel 1392. La planimetria del palazzo, la destinazione d'uso dei suoi spazi, la sua interconnessione tramite una seconda cinta muraria con la capitale vera e propria ed il suo sistema di difesa: tutto, nella Città Proibita di Nanchino anticipa la successiva Città Proibita di Pechino. Il Míng Gùgōng passò in secondo piano quando il Trono del Drago passo a Yongle (r. 1402–1424), figlio cadetto di Hongwu, che nel 1420 inaugurò la Città Proibita di Pechino, la Capitale Settentrionale. Nanchino mantenne lo status di capitale "di riserva" per quasi tre secoli dell'era Ming, dotata pertanto di un tribunale di "riserva" e ministeri di "riserva".[72] Il Palazzo Ming fu allora affidato ai funzionari del Dipartimento del Palazzo (zh. 殿中省T, Diàn Zhōng ShěngP)[73] e continuò a giocare un ruolo fondamentale nel controllo militare e politico della Cina Meridionale.[74] Utilizzato come fonte di pietra e gradualmente demolito durante la dinastia Qing (1644-1912) e dai ribelli Taiping (1850-1864).[75][76]

- Città Proibita (zh. 紫禁城T, Zǐ Jìn ChéngP, lett. "Città Purpurea") è stata il palazzo imperiale delle dinastie Ming e Qing. Situata nell'attuale centro di Pechino, occupava il centro dell'antico sistema di fortificazioni della città[77] e, per quasi cinque secoli, è servita come abitazione degli imperatori e delle loro famiglie, così come centro cerimoniale e politico del governo cinese. Costruita tra il 1406 e il 1420 per volontà dell'imperatore Ming Yongle a est delle rovine del palazzo Yuan di Khanbaliq (cioè la posizione "tigre bianca"=morte del feng shui), il complesso si compone di 980 edifici per un totale di 8 707 camere[78] su di un'area di 0,72 chilometri quadri (0,28 mi²) che ne fanno il più grande palazzo oggi esistente al mondo.[3][4] Intorno alla Città Purpurea (dal nome delle sue mura), i Ming costruirono la Città imperiale (zh. 北京皇城T, Běijīng HuángchéngP, lett. "Città Gialla di Pechino"), un insieme di giardini, templi e altre aree di servizio cinte di mura tra la cittadella degli imperatori e la città vera e propria operando una ristrutturazione della cittadella Yuan.[79] Subentrati ai Ming a seguito di una lunga guerra che ebbe proprio nella presa di Pechino una delle sue fasi cruciali, i Qing ne ampliarono sia la capitale sia il complesso palaziale.[75]
La Città Proibita esemplifica la sontuosa architettura tradizionale cinese e ha influenzato gli sviluppi culturali e architettonici di tutta l'Asia orientale. L'ultimo imperatore della Cina, Qing Pu Yi (r. 1908–1912 e 1917), vi soggiornò sino al 1924, quando ne fu espulso per volontà di Feng Yuxiang del Kuomintang che aveva preso il potere a Pechino con un colpo di stato. Dal 1925, il complesso è diventata un museo, noto come "Museo del Palazzo di Pechino", la cui vasta collezione di opere d'arte e manufatti è stata realizzata grazie alle collezioni imperiali delle dinastie Ming e Qing. Dal 1987 è parte del Patrimonio dell'umanità UNESCO.[8]

- Prima di stabilirsi nella Città Proibita alla cacciata dei Ming, i Qing avevano quale loro residenza imperiale il Palazzo Mukden (zh. 盛京宮殿T, 盛京宫殿S, Shěng Jīng Gōng DiànP) a Shenyang, in Manciuria. Costruito per ordine del fondatore della dinastia, Nurhaci (1559–1626), nel 1625 per rassomigliare le tende dei manciù, fu ampliato per ordine di Huang Taiji (r. 1636–1643) nel 1631 sulla falsa riga della Città Proibita. Nel 1644, quando i Qing si stabilirono a Pechino, il palazzo di Mukden divenne una residenza regionale. Nel 1780, l'imperatore Qianlong (r. 1735–1796) fece costruire ulteriori edifici che ampliarono il palazzo ed i suoi successori presero l'abitudine di passare parte dell'anno in questo palazzo di 0,07 chilometri quadri (0,027 mi²), patrimonio UNESCO insieme alla Città Proibita.[8][75]
- Palazzo Imperiale del Manciukuo (帝宮), ora noto come Museo del Palazzo Imperiale del Manciukuo (伪满皇宫博物院), a Changchun: il palazzo utilizzato dal governo fantoccio del Manciukuò (1932–1945) creato dopo l'invasione giapponese della Manciuria (1931–1932). Costruito sulla falsa riga della Città Proibita, seppur su scala ridotta con i suoi 0,043 chilometri quadri (0,017 mi²), ne mantenne la divisione tra corte esterna dedicata agli affari di stato e corte interna con i quartieri residenziali per l'ultimo imperatore Qing, Pu Yi, affidatosi ai Giapponesi dopo la sua cacciata da Pechino nel 1924.[80][81]

### Residenze non ufficiali

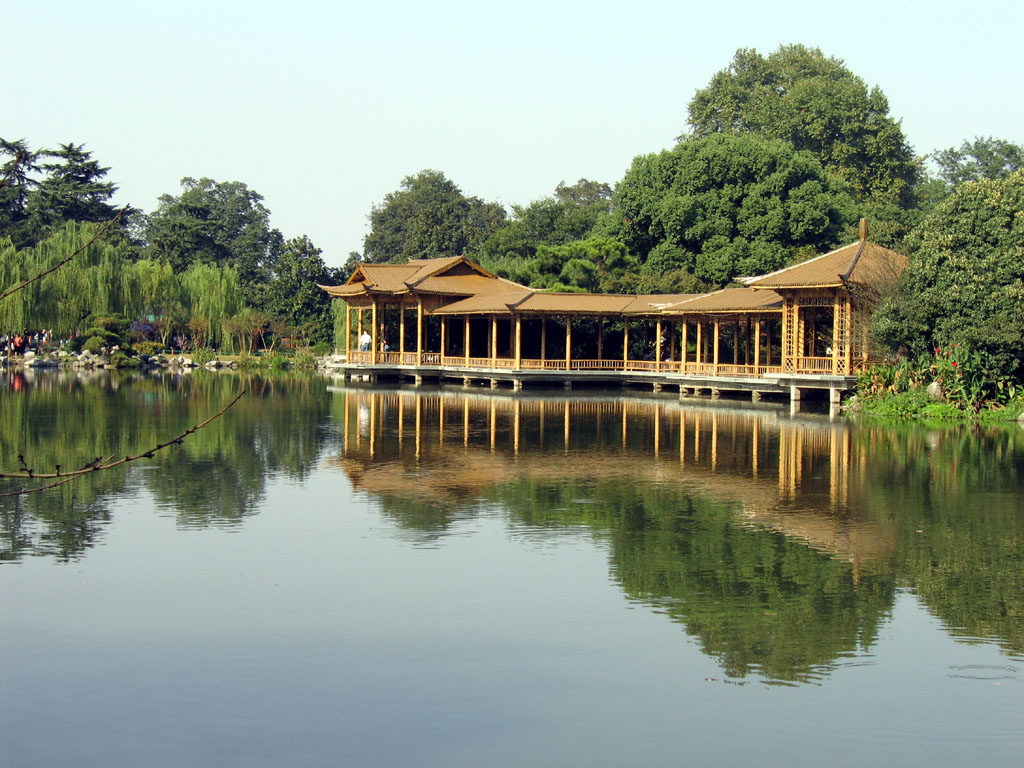
Il Padiglione per ammirare il lago dell'Ovest voluto dall'imperatore Qing Kangxi.

Oltre al palazzo imperiale principale, il Figlio del Cielo aveva diversi altri palazzi nella capitale ove far dimorare l'imperatrice, il principe ereditario o altri membri del clan imperiale. La presenza poi di diverse capitali collocate nei vari punti geo-politicamente rilevanti dell'impero comportava l'ovvia necessità di realizzare palazzi ed infrastrutture secondari al di fuori della capitale vera e propria: capitali secondarie delle quali la Nanchino dei Ming è il celebre e recente esempio ma che caratterizzarono diverse dinastie cinesi. Esistevano infine, sin dall'epoca Qin, anche palazzi al di fuori dalle capitali chiamati 離宮T, Xing GōngP, lett. "Palazzi da viaggio", indispensabili per permettere all'imperatore di organizzare la logistica di parate, ispezioni e spostamenti tra una capitale e l'altra: es. il palazzo Yuan nella Capitale Centrale (zh. Zhongdu) presso l'attuale Zhangbei (Hebei), punto di sosta a metà strada tra Xanadu a nord e Khanbaliq/Dadu a sud.
Si diffuse anche l'abitudine di costruire palazzi-giardino, concettualmente simili ai casini della nobiltà europea, nelle campagne circostanti la capitale (un rifugio per gli imperatori dalla rigida etichetta del palazzo imperiale o dalla calura estiva della capitale) o presso ben note località paesaggistiche del vasto impero.

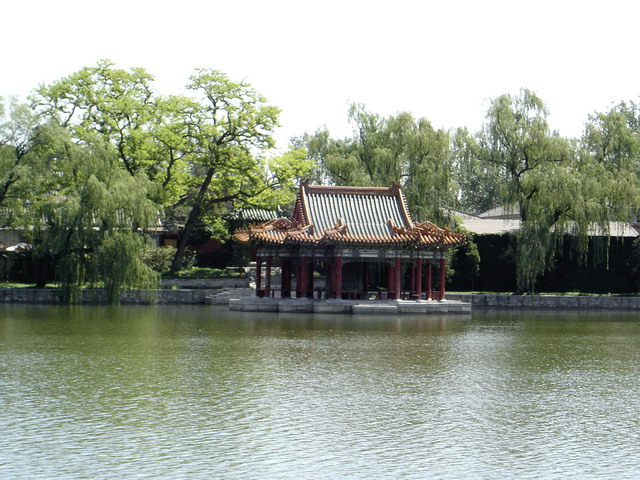
Il Padiglione dell'acqua e della nuvola sulle rive del Zhongnanhai (Pechino).

- Già nel 1179, l'imperatore Jīn Zhangzong (r. 1189–1208) fece costruire una residenza di campagna a nord-est della summenzionata capitale Zhongdu: fece scavare un lago artificiale, il Lago Taiye (zh. 太液池T, lett. "Grande Polla Liquida; Stagno"), nel fiume Jinshui ed erigere il Palazzo Daning (zh. 大寧宮T, 大宁宫S, DànínggōngP, lett. "Palazzo della Grande Pace") sulla neonata isola Qionghua.[84][85] L'ameno ritiro piacque tanto a Kublai Khan che incluse il Lago Taiye entro i confini del suo summenzionato palazzo di Khanbaliq[71] e finanziò varie ristrutturazioni ed ampliamenti del Daning. Alla conquista Ming di Pechino, il grande bacino artificiale del Taiye fu diviso tramite ponti in tre bacini più piccoli (il 北海T, BeihaiP, lett. "Mare settentrionale", il 中海T, ZhonghaiP, lett. "Mare centrale" ed il 南海T, NanhaiP, lett. "Mare meridionale") e l'intera area racchiusa nel grande giardino reale chiamato 西苑T, Xiyuan P, lett. "Parco occidentale" ormai entro i confini della Città imperiale, poi arricchito di palazzi e templi dagli imperatori Zhengde (r. 1505–1521) e Jiajing (r. 1521–1567) che presero a risiedere più spesso ivi che nell'austera Città Proibita. I Qing circoscrissero il parco all'area immediatamente limitrofa ai laghi artificiali con la costruzione d'un muro e proseguirono nel suo abbellimento. La celebre imperatrice vedova Cixi (r. 1861–1872, 1875–1889 e 1898–1908) risiedette spesso presso la zona meridionale del parco, recandosi nella Città Proibita solo per le celebrazioni di stato.
L'area, è ora nota come Parco Beihai (zh. 北海公園T, 北海公园S) nella porzione settentrionale e Zhongnanhai (zh. 中南海T) in quella meridionale.

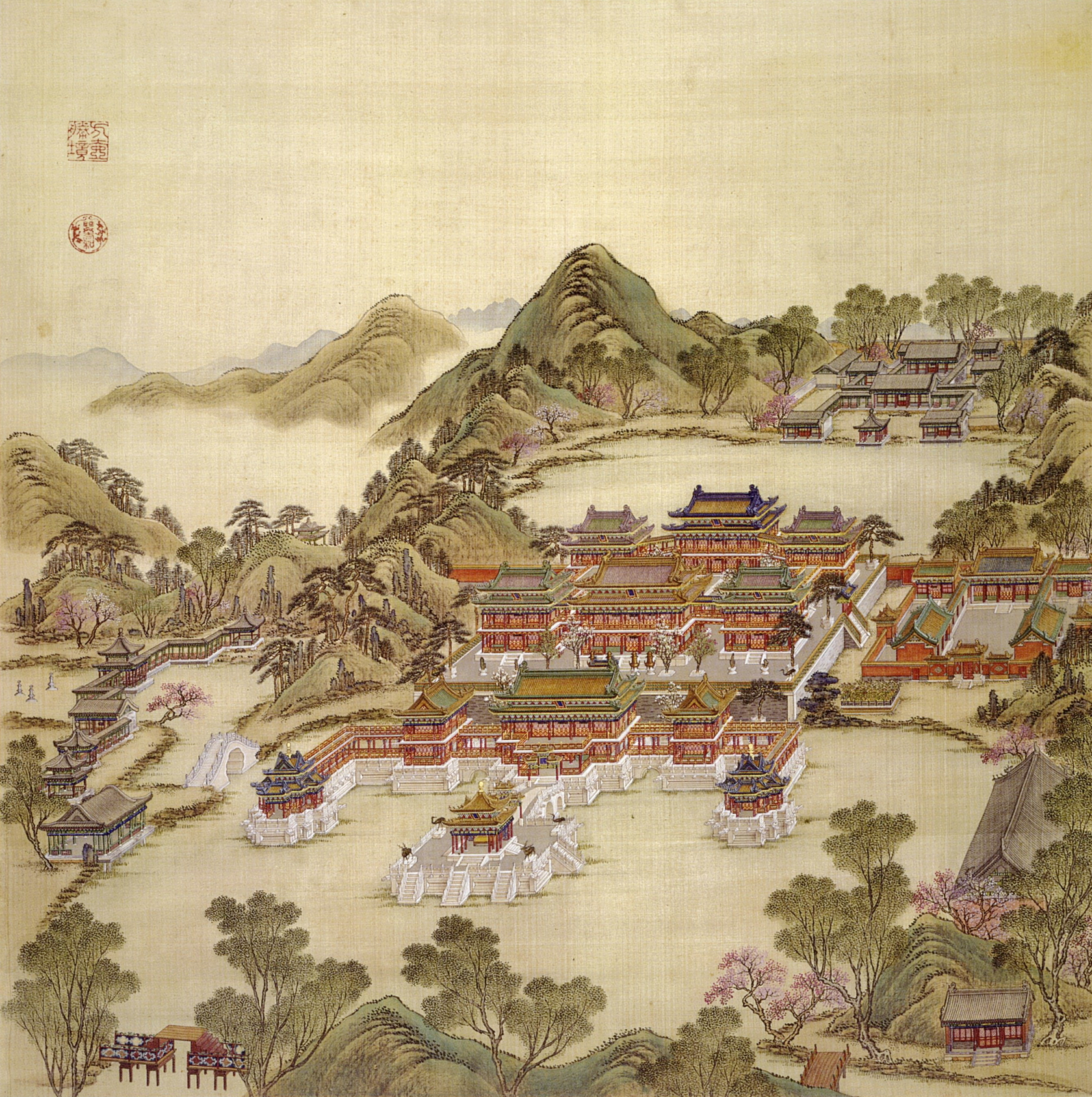
, parte dei Quaranta scorci dei Giardini della Perfetta Luminosità commissionati dall'imperatore Qing Qianlong a Shen Yuan, Tangdai e Wang Youdun (BnF).

- La dinastia Qing non si limitò ad abbellire il Lago Taiye di Pechino. La committenza dei Manciù segnò infatti lo zenit nella costruzione di complessi palaziali d'ampio respiro paesaggistico. Il loro più grande raggiungimento furono i favolosi Giardini Imperiali (御園T, 御园S, Yù YuánP), meglio noti in Cina come 圓明園T, 圆明园S, Yuánmíng YuánP, lett. "Giardini della Perfetta Luminosità" e in Occidente come "Antico Palazzo d'Estate" o "Palazzo d'Inverno".[86] I primi lavori iniziarono nel 1707 sotto l'imperatore Kangxi (r. 1661–1722), proseguirono con Yongzheng (r. 1723–1735) che nel 1725 aggiunse un acquedotto per creare laghi e ruscelli e furono ultimati da Qianlong che vi annetté le strutture poi comprese nel Nuovo Palazzo d'Estate (v.si seguito). Gli imperatori Qing presero a risiedere e regnare nei Giardini Imperiali, 8 chilometri (5,0 mi) fuori dalle mura di Pechino, ricorrendo alla Città Proibita solo per le cerimonie formali.
Questi giardini erano costituiti da tre distinte aree: il Giardino della Perfetta Luminosità vero e proprio, il 長春園T, lett. "Giardino dell'Eterna Primavera" e il 綺春園T, lett. "Elegante Giardino Primaverile". L'insieme coprivano un'area di 3,5 chilometri quadri (1,4 mi²), quasi 5 volte la dimensione della Città Proibita e 8 volte la dimensione della Città del Vaticano, e comprendeva centinaia di sale, padiglioni, templi, gallerie, giardini, laghi, ecc. Diversi famosi paesaggi della Cina meridionale erano stati riprodotti nei Giardini Imperiali, centinaia di inestimabili capolavori d'arte cinese e antichità erano conservati nelle sale, rendendo gli Yuánmíng Yuán uno dei più grandi musei del mondo. All'interno del complesso erano conservate anche alcune copie uniche d'opere letterarie.
Nel 1860, durante la Seconda Guerra dell'Oppio (1856–1860), le forze di spedizione britanniche e francesi saccheggiarono l'Antico Palazzo d'Estate. Il 18 ottobre di quell'anno, per punire la corte Qing che aveva rifiutato di accogliere ambasciate occidentali a Pechino, il generale britannico Lord Elgin, nonostante le proteste dei francesi, ordinò d'incendiare quest'enorme complesso che andò così distrutto. Ci vollero 3500 soldati britannici per dare fuoco all'intero luogo e tre giorni interi per consumarlo.[87][88] In seguito a questa catastrofe culturale, la corte imperiale fu costretta a trasferirsi nell'antica e austera Città Proibita dove rimase fino al 1924, quando l'ultimo imperatore della Cina, Pu Yi (r. 1908–1912 e 1917), ne fu espulso da un esercito repubblicano.
L'incendio dell'Antico Palazzo d'Estate è oggi una questione molto delicata in Cina.[86][87][88]
- L'imperatore Kangxi, ideatore dell'Antico Palazzo d'Estate, aveva già nel 1699 fatto costruire il "Padiglione per Ammirare il Lago" sull'isola Gushan (zh. 孤山T), l'unico affioramento naturale del sopracitato Lago dell'ovest (esso stesso patrimonio UNESCO dal 2011),[89] in ragione della frequenza con cui visitò ed ammirò il sito.

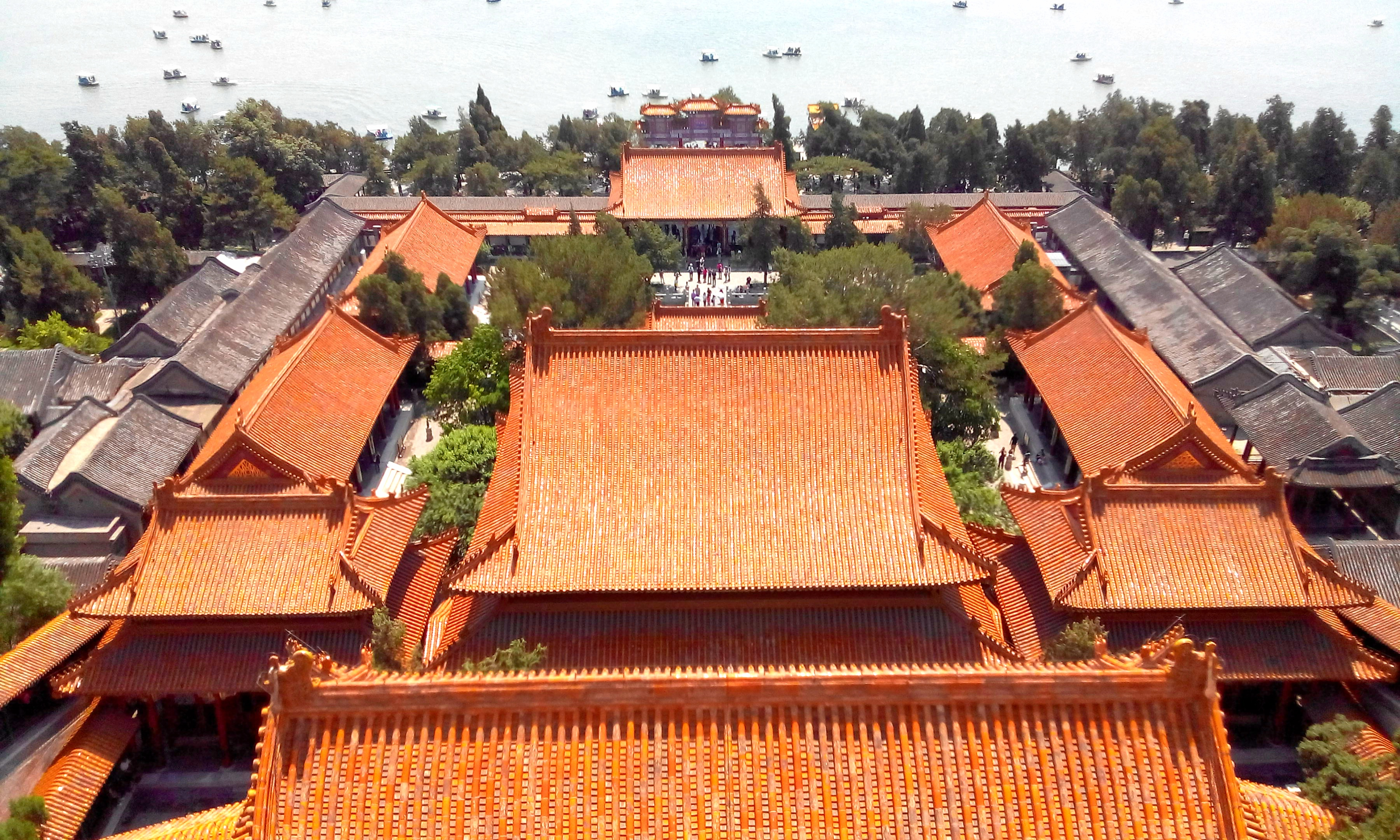
Uno scorcio dal Palazzo d'Estate (Pechino) dei Qing.

- Nel 1750, come anticipato, l'imperatore Qianlong aggiunse all'Antico Palazzo d'Estate un secondo opulento complesso noto come 清漪園T, lett. "Giardino dei chiari gorgoglii":[90] gli artigiani vi riprodussero lo stile architettonico di diversi palazzi sparsi per tutta la Cina, mentre il Lago Kunming venne creato estendendo uno stagno preesistente per farlo assomigliare al sopracitato Lago dell'ovest. Il complesso di palazzi subì due attacchi: uno durante la Seconda Guerra dell'Oppio, quando lo Yuánmíng Yuán fu distrutto e l'altro nel 1900, durante la ribellione dei Boxer (1898–1901). Entrambe le volte, il Giardino dei chiari gorgoglii fu ristrutturato a cura dell'imperatrice vedova Cixi (r. 1861–1872, 1875–1889 e 1898–1908) che, nel 1888, diede al complesso il suo nome attuale: [Nuovo] Palazzo d'Estate o 頤和園T, YiheyuanP, lett. "Giardino dell'Armonia Coltivata".

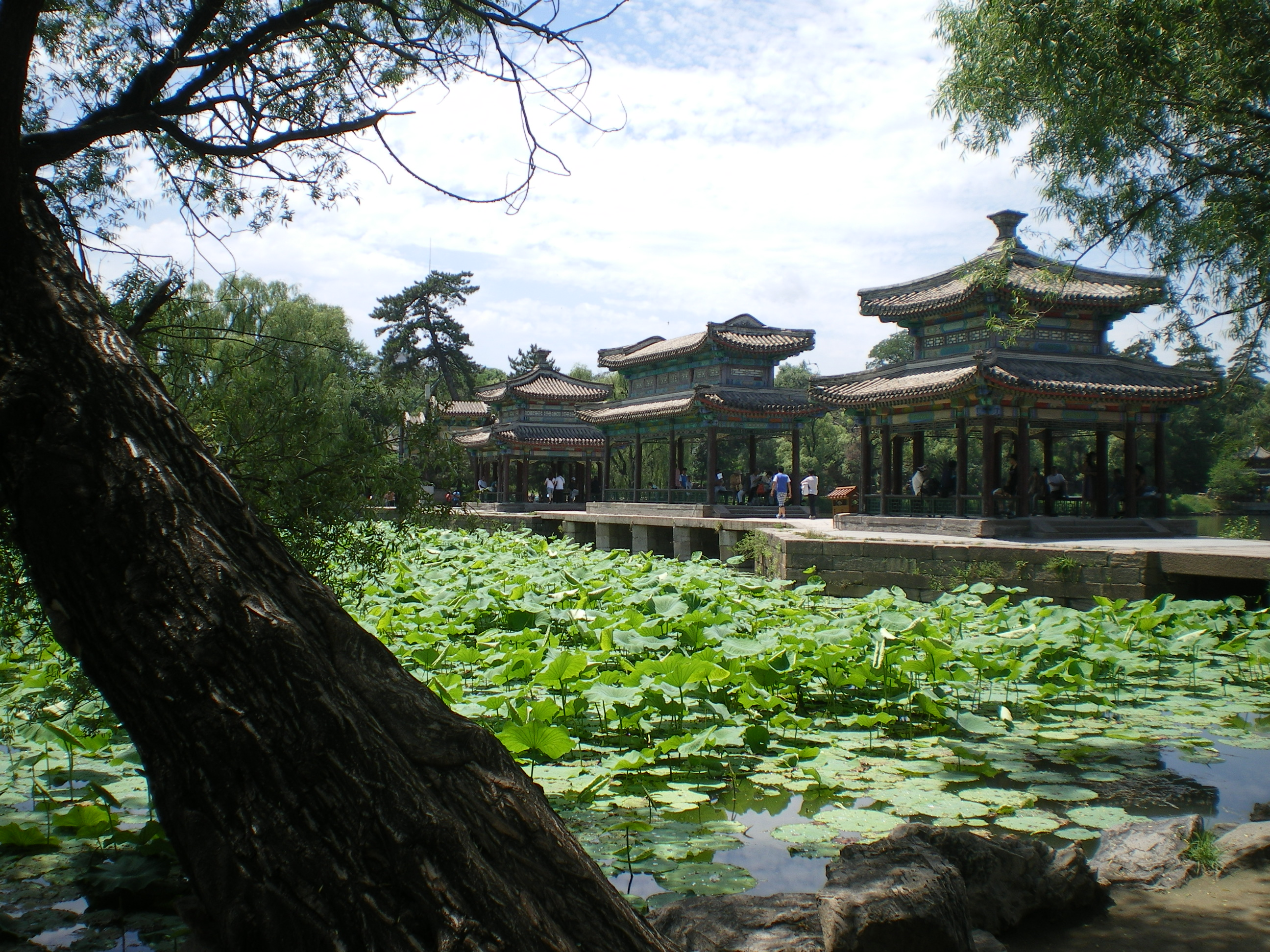
Uno scorcio della Località montana di Chengde dei Qing.

- Nella località montana di Chengde (zh. 避暑山莊T, 避暑山庄S, Bìshǔ ShānzhuāngP, lett. "Luogo di soggiorno montano per evitare il caldo"), chiamata anche 離宮T, 离宫S, LígōngP, nel Hebei, i Qing fecero costruire il più grande giardino imperiale che esista al mondo, dal 1994 patrimonio UNESCO.[91] Il complesso fu costruito tra il 1703 ed il 1792 contestualmente all'Antico Palazzo d'Estate: si estende s'una superficie di 5,6 chilometri quadri (2,2 mi²), circa metà dell'area urbana di Chengde, in un vastissimo complesso di palazzi ed altri edifici amministrativo-cerimoniali armoniosamente integrati al paesaggio. Gli imperatori Kangxi, Qianlong e Jiaqing (r. 1796–1820) erano soliti passare vari mesi l'anno in questi palazzi, per sfuggire al caldo di Pechino: per questo motivo la parte meridionale del complesso fu progettata per assomigliare alla Città Proibita (anche nella disposizione degli spazi con una sezione anteriore pubblica ed una posteriore privata).[92]

### Altri palazzi
- Palazzo Taicheng a Nanchino.
- Palazzo Genyue a Kaifeng.
- Palazzo Changle a Chang'an.
- Palazzo Shanglinyuan a Chang'an.
- Palazzo Xingqing a Chang'an.

### Esplicative
1. ↑  A titolo di confronto, si consideri che nell'edilizia cinese tradizionale la casa standard dei popolani era racchiusa in un unico intercolunnio - Knapp 2000, p. 22.
2. ↑  Nel 2000, uno scavo archeologico nel sito della Cultura di Dadiwan (5800–5400 a.C.) nella contea di Qin'an del Gansu ha trovato tracce d'un complesso palaziale tipo DafangzhiP, lett. "Grande casa" che si costituirebbe oggi quale primo esempio di tale costruzione in Cina - (EN) Origin of Chinese Palaces Found, in People's Daily, 19 settembre 2000.
3. ↑  Il ferro fu scoperto in Cina al tempo della dinastia Zhou (1450–246 a.C.) ma il suo uso non fu molto esteso. Quando la letteratura cinese del VI secolo a.C. attestò la conoscenza della fusione del ferro, il bronzo continuò ad occupare un posto significativo nei documenti archeologici e storici ancora per qualche tempo, tanto che il sinologo W. C. White ipotizza che il ferro non soppiantò il bronzo se non « [...] dopo la fine della dinastia Zhou (481 a.C.)» e che i vasi in bronzo sostituirono completamente la maggioranza di quelli in metallo attraverso il più tardo periodo Han, i.e. nel 221 d.C. - (EN) William Charles White, Bronze Culture of Ancient China, Toronto, University of Toronto Press, 1956, OCLC 609478033.
4. ↑  La città viene riportata come "Giandu" ne Il Milione di Marco Polo.
5. ↑  La città viene riportata come "Cambalu" ne Il Milione di Marco Polo.

### Bibliografiche
1. 1 2  (EN) Matthew Kohrman, Technology and Gender: Fabrics of Power in Late Imperial China, in American Anthropologist, vol. 100, n. 1, marzo 1998,  pp. 60, 71, 73, 76-78, 88-89, DOI:10.1525/aa.1998.100.1.236.1, ISSN 0002-7294 (WC · ACNP).
2. 1 2  (EN) Weiyang Palace: the Largest Palace Ever Built on Earth, su history.cultural-china.com. URL consultato il 17 agosto 2010 (archiviato dall'url originale il 3 marzo 2016).
3. 1 2 3 4  Bushell 2012, p. 41.
4. 1 2 3  (EN) Francesco Bandarin e Ron van Oers, The Historic Urban Landscape: Managing Heritage in an Urban Century, 2012,  p. 17, ISBN 9781119968092.
5. ↑  (ZH) Yinming Xie, Qu, Wanlin, "文化大革命"中谁保护了故宫 (Chi protesse la Città Proibita durante la rivoluzione culturale?), in CPC Documents, People Net, 7 novembre 2006. URL consultato il 25 luglio 2007 (archiviato dall'url originale il 19 maggio 2011).
6. ↑  Knapp 2000, p. 10.
7. ↑  Steinhardt 2016, Prefazione.
8. 1 2 3  (EN) Imperial Palaces of the Ming and Qing Dynasties in Beijing and Shenyang, su whc.unesco.org, UNESCO World Heritage Centre. URL consultato il 4 maggio 2007.
9. ↑  Steinhardt 1999, p. 13.
10. 1 2 3  Steinhardt 2016, Introduzione.
11. ↑  Knapp 2000, pp. 41-45.
12. ↑  Nuttgens 2001, p. 58.
13. ↑  Nuttgens 2001, p. 60.
14. 1 2  Nuttgens 2001, p. 61.
15. 1 2  Steinhardt 2016, pp. 1-7.
16. 1 2  Nuttgens 2001, p. 62.
17. ↑  Nuttgens 2001, p. 63.
18. 1 2  Steinhardt 1999, pp. 6-9.
19. 1 2  Libro dei riti, Riti cerimoniali.
20. ↑  (EN) Nancy Shatzman Steinhardt, Why were Chang'an and Beijing so different?, in The Journal of the Society of Architectural Historians, vol. 45, n. 4, dicembre 1986,  pp. 339-357, DOI:10.2307/990206. URL consultato il 25 dicembre 2008.
21. ↑   (EN) China Central Television, The Palace Museum, Gugong: "II. Ridgeline of a Prosperous Age" (Documentary), China, CCTV, 2005.
22. ↑  Steinhardt 1999, p. 8.
23. ↑  Nuttgens 2001, pp. 66-67.
24. ↑  (ZH) The Palace Museum, Yin, Yang and the Five Elements in the Forbidden City, su dpm.org.cn. URL consultato il 5 luglio 2007.
25. 1 2  Steinhardt 2016.
26. ↑  Knapp 2000, pp. 21 e s.
27. ↑  Knapp 2000, p. 23.
28. ↑  Steinhardt 2022, p. 11.
29. ↑   (EN) China Central Television, The Palace Museum, Gugong: "III. Rites under Heaven " (Documentary), China, CCTV, 2005.
30. ↑  (ZH) The Palace Museum, Hall of Supreme Harmony, su dpm.org.cn. URL consultato il 5 luglio 2007.
31. ↑  (EN) Margaret Sleeboom, Academic Nations in China and Japan: Framed in concepts of Nature, Culture and the Universal, Routledge, 2004.
32. ↑  (EN) Marianne Hulsbosch, Elizabeth Bedford e Martha Chaiklin (a cura di), Asian Material Culture, Amsterdam University Press, 2010,  p. 109, ISBN 9789089640901.
33. 1 2 3  Steinhardt 2016, cap. 1.
34. 1 2  (EN) Li Liu, The Chinese Neolithic: trajectories to early states, Cambridge University Press, 2004,  p. 30, ISBN 978-0-521-81184-2.
35. ↑   Sarah Allan, Erlitou and the Formation of Chinese Civilization: Toward a New Paradigm, in The Journal of Asian Studies, vol. 66, n. 2, Cambridge University Press, maggio 2007,  pp. 461-496, DOI:10.1017/S002191180700054X.
36. ↑  (EN) Jinhui Li, Stunning Capital of Xia Dynasty Unearthed, su China Through a Lens, www1.china.org.cn, 10 novembre 2003. URL consultato il 3 febbraio 2009 (archiviato dall'url originale il 21 marzo 2015).
37. 1 2 3 4  Shiji.
38. ↑  Steinhardt 2022, p. 34.
39. 1 2 3 4  Steinhardt 2016, cap. 2.
40. ↑  Steinhardt 2022, p. 28.
41. ↑  Cotterell 2007, pp. 31-39.
42. ↑  (EN) David W. Pankenier, The Cosmic Center in Early China and Its Archaic Resonances, in Proceedings of the International Astronomical Union, vol. 7, S278, 2011,  pp. 298-307, Bibcode:2011IAUS..278..298P, DOI:10.1017/S1743921311012737.
43. ↑  Cotterell 2007, p. 32.
44. ↑  Steinhardt 2022, p. 50.
45. ↑  (EN) Charles Sanft, The Construction and Deconstruction of Epanggong: Notes from the Crossroads of History and Poetry (PDF), in Oriens Extremus, vol. 47, S278, 2008,  pp. 160-76. URL consultato il 7 gennaio 2022.
46. ↑  Bushell 2012, p. 30.
47. ↑  Libro degli Han.
48. ↑  Cotterell 2007, pp. 40-59.
49. ↑  Steinhardt 2016, cap. 3.
50. ↑  Cotterell 2007, pp. 60-92.
51. ↑  (EN) Rafe Crespigny : de, Fire over Luoyang: A History of the Later Han Dynasty 23–220 AD, Ledia, Brill, 2017,  pp. 460-461, ISBN 9789004324916.
52. ↑  Cotterell 2007, pp. 105-158.
53. 1 2  Steinhardt 2016, cap. 6.
54. ↑  (EN) Silk Roads: the Routes Network of Chang'an-Tianshan Corridor, su whc.unesco.org, UNESCO World Heritage Centre. URL consultato il 24 agosto 2023.
55. ↑  Cotterell 2007, p. 20.
56. 1 2  Steinhardt 2016, cap. 10.
57. ↑  Cotterell 2007, pp. 159-178.
58. ↑  (EN) Buildings and Structures in Kaifeng: Iron Pagoda, Dragon Pavilion, Daxiangguo Temple, Kaifeng Tv Tower, General Books LLC, 2010, ISBN 9781158349616.
59. ↑  Cotterell 2007, pp. 179-196.
60. ↑  (EN) Hongxun Yang e Huimin Wang, The classical gardens of China: history and design techniques, Van Nostrand Reinhold Co., 1982,  p. 111], ISBN 0-442-23209-8.
61. ↑  (EN) Jacques Gernet, Daily Life in China, on the Eve of the Mongol Invasion, 1250–1276, Stanford University Press, 1962,  p. 25, ISBN 978-0-8047-0720-6.
62. ↑  Il Milione, verso 148.
63. 1 2 3 4  Steinhardt 2016, cap. 11.
64. ↑  (ZH) 辽南京与金中都, su yonghai1237.blog.163.com, 2 luglio 2017. URL consultato il 9 gennaio 2024 (archiviato dall'url originale il 2 luglio 2017).
65. ↑  Sirén 1924, p. 17.
66. ↑  Sirén 1924, pp. 18-19.
67. ↑   Franco Cardini e Alessandro Vanoli, La via della seta. Una storia millenaria tra Oriente e Occidente, Bologna, Il Mulino, 2017,  p. 194, ISBN 978-88-15-27366-6.
68. ↑  (DE) Hans–Georg Hüttel, Karakorum – Eine historische Skizze, in Dschingis Khan und seine Erben: Das Weltreich der Mongolen Hardcover, Hirmer, 2005,  pp. 133-137.
69. ↑  Il Milione, verso 74.
70. ↑  Sirén 1924, p. 21.
71. 1 2  Il Milione, verso 83.
72. ↑  Fang 2014, pp. 2-6.
73. ↑  Fang 2014, pp. 44-63.
74. ↑  Fang 2014, pp. 121-141.
75. 1 2 3  Steinhardt 2016, cap. 13.
76. ↑  Cotterell 2007, pp. 217-222.
77. ↑  Bushell 2012, p. 35.
78. ↑  (ZH) How many rooms in the Forbidden City, Singtao Net, 27 settembre 2006. URL consultato il 5 luglio 2007 (archiviato dall'url originale il 18 luglio 2007).
79. ↑  Sirén 1924, p. 31.
80. ↑  (EN) Aaron Moore, Constructing East Asia: Technology, Ideology, and Empire in Japan's Wartime Era, 1931-1945, Stanford University Press, 2013, ISBN 978-0804786690. URL consultato il 14 luglio 2014.
81. ↑  (ZH) Palace Museum of the Manchurian Regime, su wmhg.com.cn. URL consultato il 9 gennaio 2024 (archiviato dall'url originale il 29 settembre 2023).
82. ↑  Fang 2014, pp. 18-43.
83. ↑  Steinhardt 2022, p. 42.
84. ↑  (EN) Pengfei Du [et. al.], History of Water Supply in Pre-Modern China, in Evolution of Water Supply through the Millennia,  pp. 169 ff.
85. ↑  (EN) Bianca Rinaldi, The Chinese Garden: Garden Types for Contemporary Landscape Architecture, Walter de Gruyter, 2011,  p. 137.
86. 1 2  (EN) Zhang Ming-jian, Impact of English on Chinese mainland: From historical, educational and political dimensions (PDF), US-China Education Review, 2007,  p. 62. URL consultato il 13 gennaio 2021.
87. 1 2  (EN) Chris Bowlby, The palace of shame that makes China angry, su BBC News, 2 febbraio 2015. URL consultato il 28 febbraio 2015.
88. 1 2  (EN) The loot from China's old Summer Palace in Beijing that still rankles, in Oxford Today. URL consultato il 30 giugno 2018 (archiviato dall'url originale il 17 aprile 2018).
89. ↑  (EN) West Lake Cultural Landscape of Hangzhou, su whc.unesco.org, UNESCO World Heritage Centre. URL consultato il 24 giugno 2011.
90. ↑  (EN) Summer Palace, an Imperial Garden in Beijing, su UNESCO World Heritage Centre, UNESCO World Heritage Centre. URL consultato il 12 luglio 2022.
91. ↑  (EN) Mountain Resort and its Outlying Temples, Chengde, su whc.unesco.org, UNESCO World Heritage Centre.
92. ↑  Steinhardt 2016, cap. 15.

### Fonti
- (ZH) Confucio (a cura di), 禮記T, 礼记S, LǐjìP, lett. "Libro dei riti", 五經T, 五经S, WǔjīngP, lett. "Cinque Classici", VI secolo a.C..
- (ZH) Sima Tan e Sima Qian, 史記T, Shǐ JìP, lett. "Memorie storiche/di uno storico", 二十四史S, Èrshísì ShǐP, lett. "Ventiquattro Storie", 94 a.C.  ed. (EN) Records of the Grand Historian of China, traduzione di Burton Watson, 2 v., Columbia University Press, 1961.
- (ZH) Ban Biao, Ban Gu e Ban Zhao, 漢書T, 汉书S, HànshūP, Ch'ien Han ShuW, lett. "Libro degli Han", 二十四史S, Èrshísì ShǐP, lett. "Ventiquattro Storie", 111 d.C.
- (ZH) Liu Xu, 唐書T, 唐书S, TángshūP, T'angshuW, lett. "Libro dei Tang", 二十四史S, Èrshísì ShǐP, lett. "Ventiquattro Storie", 945.
- (ZH) Li Jie, 營造法式T, 营造法式S, Yíng Zào Fǎ ShìP, lett. "Trattato di metodi architettonici o Standard costruttori statali", 1103.
- Marco Polo, Il Milione, 1298. ed.  Marco Polo, Il Milione, a cura di Antonio Lanza, ed. fuori commercio riservata agli abbonati, L'Unità - Editori Riuniti, 1982.

### Studi
In italiano
- Patrick Nuttgens, Puzzle e modelli. La Cina e il Giappone, in Storia dell'architettura, Bruno Mondadori, 2001  [1997],  pp. 56-75, ISBN 88-424-9770-3.

In altre lingue
- (EN) Stephen Bushell, Chinese Art, Parkstone Press Int., 2012, ISBN 9781780429243.
- (EN) Arthur Cotterell, The Imperial Capitals of China – An Inside View of the Celestial Empire, Londra, Pimlico, 2007, ISBN 978-1-84595-009-5.
- (EN) Jun Fang, China's Second Capital - Nanjing Under the Ming, 1368-1644, Taylor & Francis, 2014, ISBN 1135008450.
- (ZH) G. Han, 北京历史人口地理 [Storia della popolazione e della geografia di Pechino], Pechino, Peking University Press, 1996.
- (EN) Ronald Knapp, China's Old Dwellings, University of Hawaii Press, 2000, ISBN 0824822145.
- (EN) Osvald Sirén, The Walls and Gates of Peking, The Bodley Head, 1924.
- (EN) Nancy Shatzman Steinhardt, The Borders of Chinese Architecture, Harvard University Press, 2022.
- (EN) Nancy Shatzman Steinhardt, Chinese Architecture, Yale University Press, 2016, ISBN 978-0-300-09559-3.
- (EN) Nancy Shatzman Steinhardt, Chinese Imperial City Planning, University of Hawaii Press, 1999, ISBN 0824821963.
- (EN) Fu Xinian [et al.], Chinese Architecture – The Origins of Chinese Architecture, Yale University Press, 2002, ISBN 978-0-300-09559-3.